# Clodomir Antony Vincent Houard
Pour les articles homonymes, voir Houard.
Clodomir Houard (né le 22 janvier 1873 et mort le 10 août 1943)  est un entomologiste et botaniste français. Professeur de botanique à l'Université de Strasbourg de 1919 à 1940, il publie de nombreux ouvrages de référence portant sur la cécidologie des cinq continents.

## Biographie

### Enfance et formation
Né le 22 janvier 1873 à Sainte-Colombe-sur-Loing dans l'Yonne, fils de Marcellin Houard (1844-1922), Instituteur et de Victorine Lélu (1849-1923), il passe son enfance dans la Puisaye. Grâce à l'herbier régional constitué par son père et aux collections de diptères de Robineau Desvoidy, il s'initie très tôt aux sciences naturelles. Il suit sa formation à la Sorbonne et au Muséum national d'histoire naturelle de Paris. En 1895, il obtient une licence ès Sciences naturelles et passe le Certificat d'études physiques, chimiques et biologiques. Il est, entre autres, élève de Gaston Bonnier,.

### Carrière
En 1897, il publie sa première étude intitulée Reproduction chez les animaux et embryogénésie chez les Métazoaires. Ses premières recherches sur les galles sont soutenues par des biologistes de renom, Alfred Giard de la Sorbonne dont il suit les excursions et Louis Eugène Bouvier professeur d'entomologie au Museum. En 1901, avant de soutenir sa thèse, il publie, en collaboration avec Gaston Darboux, le catalogue systématique des galles d'Europe. Cet ouvrage fortement complété et illustré devient Les zoocécidies des plantes d'Europe et du bassin de la Méditerranée. Description des galles, publié en son nom en deux volumes en 1908 et 1909. Suit un addentum en 1913. En 1911, il est nommé maître de conférence à l'Université de Caen puis professeur de botanique en 1916. En 1919, il est nommé professeur de botanique à la Faculté des sciences de Strasbourg ainsi que Directeur de l'Institut et du Jardin botanique de Strasbourg, statuts qu'il conserve jusqu'en 1940.
Durant les trente années consacrées à son activité, il correspond avec de nombreux naturalistes à travers le monde dont il reçoit des specimens d'étude, particulièrement depuis les colonies françaises d'alors. Parallèlement, il voyage beaucoup en Europe, en Afrique du Nord et en Amérique du Nord, récoltant et étudiant des galles aussi bien in situ que dans des herbiers des muséums, se constituant ainsi une vaste collection. Ceci lui permet également de publier entre 1922 et 1923 son ouvrage Les zoocécidies des plantes d'Afrique, d'Asie et d'Océanie ainsi que Les zoocécidies des plantes de l'Amérique sud et de l'Amérique centrale en 1933 et Les zoocécidies des plantes de l'Amérique du Nord: galles des chênes en 1940. Malheureusement, les bombardements de 1940 détruisent une partie de ses manuscrits, le contraignant à arrêter son projet portant sur les galles d'Amérique du Nord autre que celles de chênes. Plusieurs prix de l'Académie des sciences lui seront décernés en hommage à la qualité de ses travaux.

### Vie privée
Il épouse le 8 août 1903, à Asnières-sur-Seine, Clémence Poisson (1882-1941) dont il a un fils Francis (1904-1944), mort pour la France le 23 août 1944. Tombé amoureux de son assistante à l'Université de Caen, il divorce de sa première épouse le 17 novembre 1919. Il épouse son assistante Jeanne Lamoureux (1891-1970) en 1921. Évacué avec l'Université de Strasbourg à Clermont-Ferrand en septembre 1939, il fait valoir ses droits à la retraite en 1940 et se retire avec sa seconde épouse dans sa résidence du Château de Misery à Crain, où il se consacre à la préparation de nouveaux ouvrages de botanique. Sa résidence est envahie par des soldats allemands en 1942 qui le molestent et saccagent son bureau, détruisant de nombreux documents et abîmant certains meubles. Choqué par cette agression injustifiée et affaibli, il décline doucement et meurt le 10 août 1943 dans sa propriété. Il est inhumé en présence de son fils et de sa seconde épouse selon le rite de l'église catholique le vendredi 13 août 1943 dans le cimetière communal de Druyes-les-Belles-Fontaines où il repose avec sa seconde épouse et sa seconde belle-mère. Respectant scrupuleusement ses volontés, son épouse se charge d'expédier à leurs destinataires les différents legs fait par le Professeur Houard dont sa grande collection de cécidologie, cédée au Museum national d'histoire naturelle où elle pouvait être étudiée.

## Publications
Source : catalogue de la BnF
- Catalogue systématique des zoocécidies de l'Europe et du bassin méditerranéen, en collaboration avec Gaston Darboux, 1901
- Galles de Cynipides : recueil de figures originales exécutées sous la direction de feu le Dr Jules Giraud, en collaboration avec Gaston Darboux, 1907 (Lire en ligne)
- Les zoocécidies des plantes d'Europe et du bassin de la Méditerranée. Description des galles. Illustration. Bibliographie détaillée. Répartition géographique. Index bibliographique Tome I, 1908 (Lire en ligne)
- Les zoocécidies des plantes d'Europe et du bassin de la Méditerranée. Description des galles. Illustration. Bibliographie détaillée. Répartition géographique. Index bibliographique Tome II, 1909 (Lire en ligne)
- Les zoocécidies des plantes d'Europe et du bassin de la Méditerranée. Description des galles. Illustration. Bibliographie détaillée. Répartition géographique. Index bibliographique Tome III, 1913
- Les zoocécidies des plantes d'Afrique, d'Asie et d'Océanie : description des galles, illustration, bibliographie détaillée, répartition géographique, index bibliographique, Tome I, 1922 (Lire en ligne)
- Les zoocécidies des plantes d'Afrique, d'Asie et d'Océanie : description des galles, illustration, bibliographie détaillée, répartition géographique, index bibliographique, Tome II, 1923 (Lire en ligne)
- Les zoocécidies des plantes de l'Amérique sud et de l'Amérique centrale, 1933
- Les zoocécidies des plantes de l'Amérique du Nord: galles des chênes. Description des galles, illustration, bibliographie détaillée, répartition géographique, index bibliographique. 1893 figures dans le texte, 1 carte, 4 portraits, Tome I, 1940